# 德佔蒙特內哥羅地區
德佔蒙特內哥羅地區，指1943年9月義大利王國投降並加入同盟國的卡西比爾停戰協定簽訂之後，被納粹德國軍隊佔領的原義屬蒙特內哥羅軍政府所轄地區。義大利軍隊從該地和鄰國阿爾巴尼亞撤退。德國軍隊佔領了蒙特內哥羅和阿爾巴尼亞，直到 1944年12月軸心國軍隊撤離之前，該領土一直處於德國占領之下。
在佔領期間，該地區由威廉·凱珀作為全權代表管理。在1944年春天之前，他最初隸屬於阿爾巴尼亞和蒙特內哥羅軍事指揮官西奧多·蓋布的管轄。此後，凱珀的蒙特內哥羅地區司令部獨立並直接隸屬於東南歐總司令亞歷山大·勒爾的管轄區。1943年10月蒙特內哥羅成立國家行政委員會，柳博米爾·武克薩諾維奇成為主席。
德國和他們在蒙特內哥羅當地的合作者與南斯拉夫游擊隊作戰。在德國撤出蒙特內哥羅並撤往奧地利後，法西斯領導人塞庫拉·德爾列維奇試圖在鄰國克羅埃西亞獨立國建立一個流亡政府 ，該國是德國的保護國。德爾列維奇還創建了蒙特內哥羅國民軍，這是一支由克羅埃西亞烏斯塔沙領導人安特·帕維里奇建立的軍事力量。然而他的流亡政府被稱為蒙特內哥羅國務院，在克羅埃西亞獨立國政府倒台後解散。
蒙特內哥羅後來被約瑟普·鐵託的南斯拉夫游擊隊接管，並成為民主聯邦南斯拉夫的一部分。

### 腳註
1. ↑  Tomasevich 2001，第138–148頁.

### 其他
- Roberts, Walter R. . New Brunswick, New Jersey: Duke University Press. 1987. ISBN 978-0-8223-0773-0.
- Tomasevich, Jozo. . Stanford, California: Stanford University Press. 1975. ISBN 978-0-8047-0857-9.
- Tomasevich, Jozo. . Stanford, California: Stanford University Press. 2001  [2023-05-19]. ISBN 978-0-8047-3615-2. （原始内容存档于2023-01-12）.